# Фазотрон-НИИР
АО "Корпорация «Фазотрон-НИИР» — корпоративное общество по разработке и производству радаров и авионики (авиаприборостроение, НИИР означает НИИ Радиостроения). Образовано в июне 1917 года как завод «Авиаприбор». С 1942 года работает в области радиолокации, с 1962 года — институт, с 1969 года — производственное объединение. Акционерное общество с 1993 года. Расположено в Москве, имеет 25 филиалов в Санкт-Петербурге, Саратове, Рязани, Томске, Сергиевом Посаде и других городах России и Белоруссии.
Входит в состав холдинговой компании Концерн «Радиоэлектронные технологии» Государственной корпорации Ростех.
Из-за вторжения России на Украину корпорация находится под санкциями всех стран Евросоюза, США, Украины и Японии.

## История
Свою историю предприятие ведет со времени создания в 1917 году завода «Авиаприбор», располагавшегося на той же территории, что и ныне ОАО «Корпорация „Фазотрон-НИИР“». До 1933 года оно было единственным в стране производителем самолетных тахометров, высотомеров, уклономеров. С 1933 года под названием «Тизприбор» выпускало тепловые приборы и авиаприборы моторной группы. С 1939 г. — завод № 230. С 1942 г. — завод № 339.
В годы Великой Отечественной войны завод освоил выпуск самых сложных и наукоемких в то время радиолокационных изделий: серийной наземной РЛС ПВО «Пегматит», самолетной системы опознавания «свой — чужой» СЧ-3, самолетной РЛС «Гнейс-5С» и другого уникального оборудования. После войны при заводе начало действовать конструкторское бюро, которое приступило к разработке собственного радиолокационного оборудования для истребителей-перехватчиков.
В 1958 г. завод № 339 переименован в Опытный завод № 339. На его базе в создано НИИ-339 (п/я 2264), который был сперва переименован в НИИ Аппаратостроения (1966 г.), а в 1971 году — в НИИ Радиостроения (НИИР), находящийся в подчинении Министерства радиопромышленности СССР. Главной задачей НИИР было создание радиолокационных станций для истребителей. Он являлся головным институтом научно-производственного объединения «Фазотрон», в которое также входило КБ приборостроения, позже — НИИ приборостроения (г. Жуковский).
В НПО «Фазотрон» были созданы радары практически для всех истребителей-перехватчиков и истребителей фронтовой авиации — от Як-25, МиГ-17 и Су-11 до МиГ-29, МиГ-31 и Су-27. Каждая разработка предприятия содержала в себе новые, зачастую прорывные решения, повышающие не только тактико-технические характеристики изделий в целом, но и их составных частей.
За успешное создание и внедрение в производство изделий специальной техники в 1982 году НПО «Фазотрон» было награждено орденом Трудового Красного Знамени.
В сложный период перехода к рыночным отношениям НИИР акционировался. Сперва он стал «АООТ-НИИ Радиостроения» (1993 г.), затем ОАО «Фазотрон-НИИР» (1996 г.), которое в 1999 г. переименовано в ОАО «Корпорация „Фазотрон — НИИР“».
В 2005 году были предприняты попытки рейдерского захвата предприятия   ЗАО "Нерль" под руководством Клячина А. И.
В настоящее время в корпорации разработаны и серийно производятся многофункциональные когерентные бортовые радиолокационные станции (БРЛС) и радиолокационные комплексы, предназначенные для самолетов и вертолетов различного назначения, которые обеспечивают обнаружение и сопровождение воздушных и наземных (надводных) целей в режимах «воздух — воздух», «воздух — поверхность», а также радиокоррекцию, полетное задание и выдачу целеуказания на применение управляемого бортового оружия. Вертолетные БРЛС значительно расширяют возможности применения вертолетных комплексов в сложных метеоусловиях и ночью, при полете на малых высотах и в горной местности.
Корпорацией разработаны и специализированные БРЛС, предназначенные для обнаружения атакующих летательных аппаратов (ЛА), зенитных ракет и ракет «воздух — воздух», а также для предупреждения экипажа об опасном сближении с другим ЛА.
При создании БРЛС реализованы модульная структура построения, принцип «открытой архитектуры», унификация схемно-технических, конструкторских и технологических решений, а также минимизация затрат на техническое обслуживание в процессе эксплуатации.
В режиме «воздух — воздух» БРЛС обеспечивают обнаружение воздушных целей с измерением угловых координат, дальности и скорости в свободном пространстве или на фоне земли (моря) в зоне обзора БРЛС; сопровождение и обстрел одиночных и групповых целей; захват и сопровождение визуально видимой цели при ведении ближнего маневренного боя; обнаружение и обеспечение атаки вертолетов, в том числе находящихся в режиме «висение»; распознавание класса, типа и размера целей, включая групповую цель и определение её численности.
Режим «воздух — поверхность» позволяет осуществлять картографирование земной (морской) поверхности действительным лучом, с доплеровским обужением луча, с фокусированной синтезированной апертурой антенны, картографирование с «укрупнением» масштаба карты, «замораживанием» изображения карты), а также измерение дальности до цели и информационное обеспечение маловысотного полета.
Режим «метео» предназначен для обнаружения опасных метеобразований.
Предметом законной гордости Корпорации «Фазотрон-НИИР» является создание семейства БРЛС поколения 4+ и 4++ для ВВС России и зарубежных заказчиков, а также первой отечественной БРЛС с АФАР «Жук-АЭ» для истребителя МиГ-35, в которой «Фазотрон» совместно с производственной фирмой «Микран» и НИИ полупроводниковых приборов из Томска применили новейшие технологии в области радиоэлектроники.
Продолжается развитие современных вертолетных радаров, таких как «Арбалет», метеонавигационная РЛС «Гукол-3» и радиолокационная командно-тактическая система, а также проведение научно-исследовательских и опытно-экспериментальных работ по созданию малогабаритных многофункциональных радиолокационных систем для пилотируемых вертолетов и беспилотных летательных аппаратов.
Корпорация тесно сотрудничает с предприятиями Санкт-Петербурга, Саратова, Брянска, Томска, Нижнего Новгорода, Москвы и Московской области, Белоруссии и Украины.
В рамках стратеги по объединению предприятий, специализирующихся на разработке и производстве авионики и бортового радиоэлектронного оборудования (БРЭО), входящий в Ростех Концерн «Радиоэлектронные технологии» (КРЭТ) консолидировал контрольный пакет акций корпорации «Фазотрон-НИИР» (http://www.aviaport.ru/digest/2013/04/23/253874.html). Теперь корпорации «Фазотрон-НИИР» вошла в состав предприятий ВПК подотчётных КРЭТ.
Градостроительно-земельная комиссия Москвы (ГЗК), возглавляемая мэром Москвы Сергеем Собяниным, на заседании 13 октября 2016 г. одобрила проект Градостроительного плана земельного участка (ГПЗУ) по адресу: Электрический пер., вл. 1, вл. 3/10, стр. 3 (ЦАО) для строительства жилого комплекса. Причем, с инициативой реорганизации территории выступила АО «Корпорация «Фазотрон-НИИР» - правообладатель земельного участка в Электрическом переулке.
В 2018 году, все акции Корпорации решением совета директоров были переданы Фазотрон-Инвест. После этого Фазотрон-НИИР лишился почти всех своих площадей и было вынуждено размещать сотрудников на площадях других организаций. И это — невзирая на то, что один из земельных участков, на котором располагается Фазотрон, является секретным. Несмотря на то, что на территории расположены 4 объекта ГО и ЧС. Несмотря на то, что часть зданий располагается в районе исторической застройки (некоторые здания предприятия были построены еще до 1917 года).
После проведения аукциона по продаже 100% доли в уставном капитале ООО «Фазотрон-Инвест», прошедшего 14 мая 2020 года, согласно протоколу торгов, победителем  стал единственный участник — созданное в конце 2019 года ООО «Айс девелопмент». Его учредителем и гендиректором указан Дмитрий Александров. Вместе с компанией, "Айс деволопмент" получил и земельный участок общей площадью около 3,2 га.
Продавцом долей в компании выступал «РТ-капитал», который отвечает за продажу непрофильных активов госкорпорации «Ростех». На участке «Фазотрон-инвеста» можно возвести жилой комплекс с объектами инфраструктуры на 130 000 кв. м, говорил ранее представитель «РТ-капитала». Инвестиции в строительство этого объекта участники рынка оценивали в 8–10 млрд руб. Начальная сумма лота составляла 3,85 млрд руб. Именно столько и предложил «Айс девелопмент». О самой компании ничего не известно. Фирма, согласно «СПАРК-Интерфаксу», специализируется на вложениях в ценные бумаги. Телефоны у нее отсутствуют.
Фактически, Фазотрон-НИИР, современное предприятие оборонно-промышленного комплекса, признанный отечественный лидер в области выпуска бортового радиолокационного оборудования перестал существовать.
Известно, что один из бывших сотрудников НИИР — Адольф Толкачёв, был американским шпионом с 1979 по 1985 годы, передавая информацию напрямую в ЦРУ по проектам Р-23, Р-24, Р-33, Р-27, Р-60, С-300, авионике и радарам, разрабатываемым для истребителей-перехватчиков МиГ-29, МиГ-31 и Су-27.
Основные конкуренты — ОАО «Научно-исследовательский институт приборостроения имени В. В. Тихомирова», на некоторое время оба советских НИИ даже были объединены, но вскоре снова разделены. ОАО ГРПЗ, НТЦ «Завод Ленинец».